# 前津通

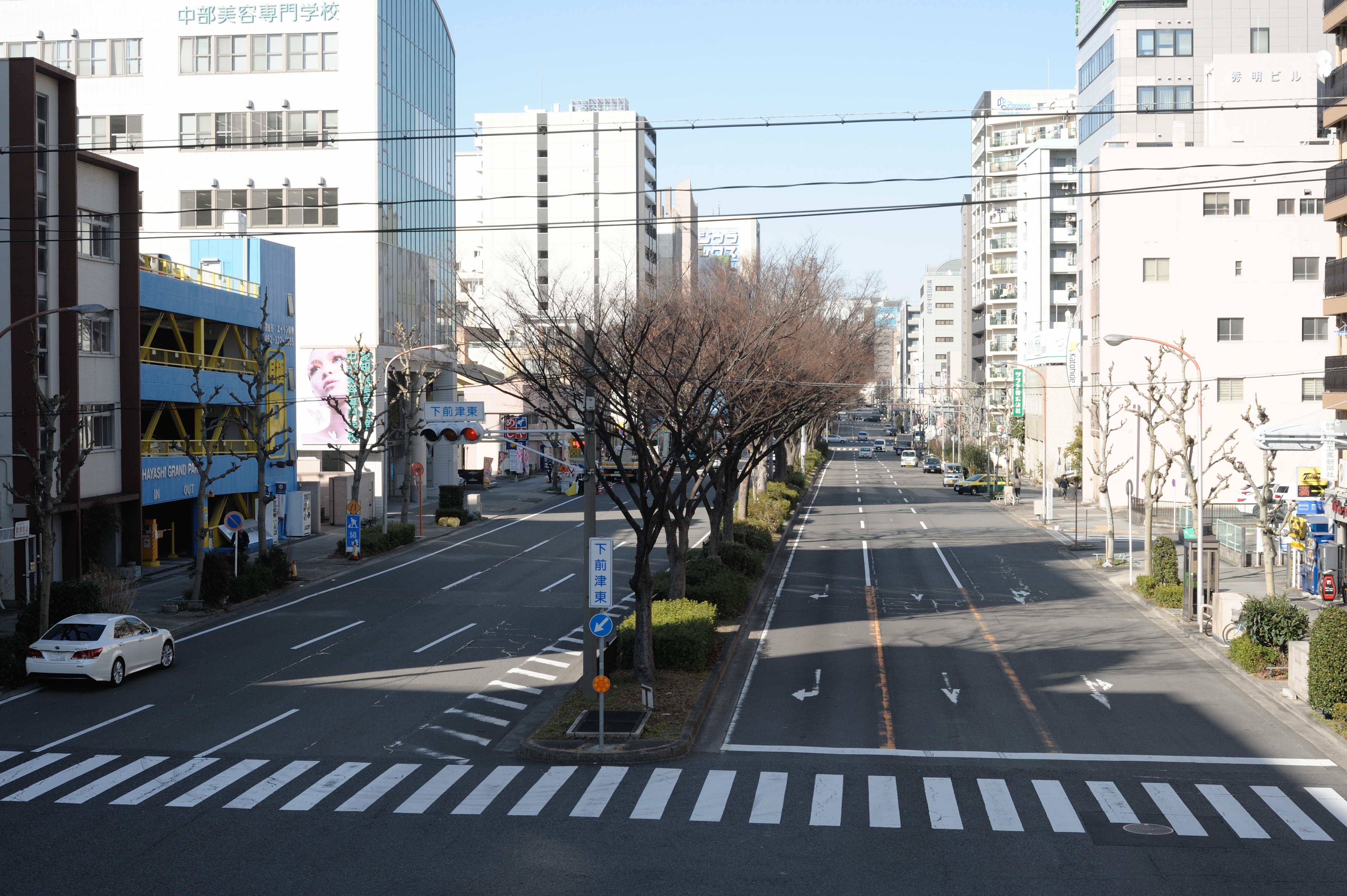
愛知県名古屋市中区富士見町（2016年2月）

前津通（まえづどおり）は愛知県名古屋市中区の名古屋市営地下鉄名城線 東別院駅から久屋大通の南端（若宮大通久屋交差点）に至る名古屋市内の通りの一つである。名古屋市道前津線。
名古屋市の中心部を、大津通と並行して走っている。 

## 概要
前津通は名古屋の副都心の金山地区と都心・繁華街である栄を結ぶ道路で、全線が大津通と並行しており、通りの地下を名古屋市営地下鉄名城線が通っている。途中には東本願寺名古屋別院や名古屋の電気街として知られる大須、久屋大通公園（前津公園）がある。なお若宮大通を越えると、北行きはそのまま久屋大通となる。

### 区間
- 名古屋市営地下鉄名城線 東別院駅から若宮大通久屋交差点まで。

## 交差する道路
| 交差する道路               | 交差する場所 |
| -------------------------- | ------------ |
| 名古屋市道山王線（山王通） |              |
| 大須通                     | 上前津東     |
| 若宮大通                   | 若宮大通久屋 |
| 久屋大通                   |              |

## 沿線
- 名古屋市立平和小学校
- 名古屋市営地下鉄名城線 東別院駅
- 名古屋高速都心環状線 東別院出口
- 名古屋市営地下鉄名城線・鶴舞線 上前津駅
- 久屋大通庭園フラリエ